# Baggård
En gård eller baggård er et område uden overdækning omgivet af bygninger eller i en karré.
En gård (tysk: Hof) i offentlige bygninger og i kroer blev centrale mødesteder.